# Suszec Rudziczka
Suszec Rudziczka – przystanek kolejowy w Rudziczce, w gminie Suszec, w powiecie pszczyńskim, w województwie śląskim. Znajduje się na wysokości 253 m n.p.m.
W roku 2017 przystanek obsługiwał 0–9 pasażerów na dobę.
Przystanek powstał 21 listopada 1938 na linii kolejowej z Rybnika do Pszczyny.
Przystanek jest wykorzystywany na linii S72 (Rybnik - Bielsko-Biała) spółki Koleje Śląskie od 9 grudnia 2012, kiedy spółka ta przejęła obsługę kierunku od Przewozów Regionalnych. Bez zatrzymania przejeżdża również tędy pociąg TLK "Szyndzielnia" (Bielsko-Biała Główna - Wrocław Główny).